# Harsiesi
Harsiesi (egipčansko Ḥr-sA-Js(t) sA-Wsjr, slovensko Harsiesi, sin Ozirisa, dobesedno Hor, sin Izide, sin Ozirisa) je bil Egipčan, ki se je uprl Ptolemaju VIII. Evergetu iz Ptolemajske dinastije, * ni znano, † september 130 pr. n. št.
Harsiesi je bil morda ista oseba kot »Harsiesi, sin Pajusa« (Pajus pomeni sovražnik bogov).  Bil je verjetno zadnji domorodni Egipčan, ki se je oklical za faraona, čeprav je vladal samo v južnem delu Gornjega Egipta in zelo malo časa.
Harsiesi je izkoristil državljansko vojno med Ptolemajem VIII. in njegovo sestro Kleopatro II., poleti 131 pr. n. št. zasedel Tebe in se oklical za faraona. Ptolemajeva vojska je že oktobra istega leta ponovno osvojila Tebe, čemur se je Harsiesi upiral do svoje smrti, verjetno septembra 130 pr. n. št.

## Vir
- Véïsse, A.-E. (2004): Les révoltes égyptiennes: Recherches sur les troubles intérieurs en Égypte du règne de Ptolémée III Évergète à la conquête romaine. Studia Hellenistica 41.